# Yacouba Coulibaly
Yacouba Coulibaly (Bobo-Dioulasso, 2 de outubro de 1994) é um futebolista profissional burquinense que atua como defensor.

## Carreira
Yacouba Coulibaly representou o elenco da Seleção Burquinense de Futebol no Campeonato Africano das Nações de 2017.